# Super a-hour
『Super a-hour』（スーパー・エー・アワー）は、文化放送で2012年4月から2013年3月まで放送していたアニラジ番組。提供はavex entertainment。本稿では後継番組である『DIVE II Station』についても記す。

## 概要
2009年1月から放送していた「ラジオ トータル・イクリプス」を含む3番組で構成されていたが、2013年1月から4番組で構成されていた。

## 放送された番組
DIVE II youとどうする? どうなる!? ゆーたくIIについてはDIVE II Station参照

### ラジオ トータル・イクリプス
- 「マブラヴ オルタネイティヴ トータル・イクリプス」の本格的なゲーム及びアニメとしての展開を始めるにあたり、そのプロモーションのためのラジオ番組として2009年1月4日より放送開始。
- 2012年4月よりアニメの製作委員会・「オルタネイティヴ第一計画」にavex entertainmentと文化放送が参加している関係で「Super a-hour」内での放送となる。
- パーソナリティ - 中原麻衣・生天目仁美
- 放送時間
  - 毎週日曜日25:30 - 26:00（2009年1月4日第1回放送から2012年4月1日第165回放送まで）
  - Super a-hour内、毎週金曜日26:00 - 26:27（2012年4月6日第166回放送から同年12月28日第203回放送まで）
  - Super a-hour内、毎週金曜日26:00 - 26:22（2013年1月4日第204回放送から）
- Muv-Luv Alternative Chronicles 01、02に出張版が収録。2010年12月29日に開催された『第2回 国際オルタバカ会議』で特別版を収録した。
- 作品の世界観に合わせるため、リスナーを「衛士」、ラジオネームを「タックネーム」と称していた。
- 日曜日に放送されていたときは、本番組が文化放送の放送休止前の最後の番組であったため、CMでは「日曜深夜の最後を締めくくる」とアナウンスされたほか、番組最後のあいさつは「また来週」ではなく、「お休みなさ～い」であった。
- 当番組に限り、原作小説などを出版するアスキー・メディアワークスが日曜日に放送されていたときに引き続き、提供スポンサーとして参加していた。

ゲスト
- 奥井雅美 - 第9回
- 栗林みな実 - 第16回、第51回、第52回、第111回、130回
- ヨシダという生き物・斉藤K - 第28回
- イシガキタカシ - 第110回
- 美郷あき - 第114回
- 能登麻美子 - Muv-Luv Alternative Chronicles 02に収録

### ayamiのもう一通いってみよう！
- DIVE II entertainmentのアニソン歌手ayamiが送る「Super a-hour」内の各番組に投稿された没メールを救済する5分のミニ番組。没メールの救済を行うため、各番組の構成作家である八木が進行役として登場していた。番組の趣旨から独自のメールアドレスを所有していなかったため、この番組宛のメールは題名に番組名を記入して「Super a-hour」内の各番組に投稿するように告知していた。
- 放送時間
  - Super a-hour内、毎週金曜日26:27 - 26:32（2012年4月6日第1回放送から同年12月28日第37回放送まで）
  - Super a-hour内、毎週金曜日26:32 - 26:37（2013年1月4日第38回放送から）
    - 2012年11月23日はラジオ トータル・イクリプスにayamiがゲストに登場したため時間を延長、本番組は休止となった。
- パーソナリティ - ayami・八木たかお

## DIVE II Station
2013年4月よりリニューアルされ30分番組に短縮、『DIVE II Station』（ダイブトゥーステーション）にタイトルが変更され、2016年9月まで放送。

### DIVE II you
パーソナリティ
- かと*ふく（加藤英美里&福原香織）

概要
- アニメ・ゲームファンが没頭（＝DIVE TO〜）できる2次元（＝II）空間を提案するavex entertainmentのレーベル『DIVE II entertainment』（ダイブトゥーエンタテインメント）による初のラジオ番組。パーソナリティーは福原香織。『DIVE II entertainment』所属アーティストの最新情報だけではなく、毎回ゲストを迎え、ゲストの知られざる内面にせまる情報番組。2012年9月28日放送の第25回より、パーソナリティーとして加藤英美里が加わった。『Super a-hour』から引き続き放送。
- 番組タイトルにちなみ、挨拶を「DIVEこんばんは」、リスナーを「バディ」、ラジオネームを「バディネーム」と称している。

放送時間
- Super a-hour内、毎週金曜日26:32 - 27:00（2012年4月6日第1回放送から同年12月28日第38回放送まで）
- Super a-hour内、毎週金曜日26:37 - 27:00（2013年1月4日第39回放送から同年3月29日第51回放送まで）
- DIVE II Station内、毎週金曜日26:00 - 26:20（2013年4月5日第52回放送から）

ゲスト
- 大坪由佳 - 第1回、第2回、第124回
- ayami - 第3回、第4回、第33回、第117回
- RAMM - 第5回、第6回、第19回
- 國府田マリ子 - 第7回、第8回
- 羽多野渉 - 第9回、第10回、第48回、第96回、第132回
- 新井里美 - 第11回、第12回
- 久川綾 - 第13回、第14回
- 阿澄佳奈 - 第15回、第16回
- 松来未祐 - 第17回、第18回
- 畑亜貴 - 第21回、第33回
- i☆Ris - 第22回、第23回、第30回、第50回、第51回、第123回
- 加藤英美里 - 第24回
- 山本寛、待田堂子、神前暁 - 第25回
- 明坂聡美 - 第52回
- 後ろから這いより隊G - 第60回
- 小松未可子、芹澤優 - 第62回、第63回
- 浪川大輔、佐藤拓也 - 第64回、第65回
- Wake Up, Girls! - 第72回、第73回、第89回、第92回
- 鹿野優以 - 第86回
- 内田真礼 - 第88回
- 浅沼晋太郎 - 第92回
- 安野希世乃 - 第99回、第106回、第107回、第117回
- 上田麗奈、奥野香耶 - 第116回
- 私市淳 - 第118回
- 高井舞香 - 第119回
- 田中美海 - 第120回
- 内山夕実 - 第122回
- 内田彩 - 第129回
- 山崎はるか - 第130回
- 山下七海 - 第131回

主なコーナー
- 「魔女っ娘かおりんの大好きにな〜れ」- 魔女っ娘かおりんが毎回ゲストに魔法をかけて、ゲストの好きなものに変身させてしまう。ゲストは好きな物になってエピソードを展開するコーナー。かおりんの突き抜けたハイテンションキャラクターにゲストが戸惑う事が多い。BGMは魔法少女アニメ他、懐かしい魔法アニメがかかる。
- 「怪しいプロフィールメーカー」- リスナーが独自のリサーチで入手したゲストの知られざる過去を暴露していくコーナー。BGMは「X-file」

テーマソング
- オープニング曲「You Gotta Love Me!」かと*ふく（加藤英美里&福原香織）
- エンディング曲「サディスティックラブ」かと*ふく（加藤英美里&福原香織）

### DIVE II Station New Generations!
2014年4月18日開始の月替わりパーソナリティーによる番組
- 放送時間
  - DIVE II Station内、毎週金曜日26:20 - 26:30
- パーソナリティ
  - 2014年4月 (第1回〜第2回) - 吉岡茉祐
  - 2014年5月 (第3回〜第7回) - 山下七海
  - 2014年6月 (第8回〜第11回) - 茜屋日海夏
  - 2014年7月 (第12回〜第15回) - 小林竜之
  - 2014年8月 (第16回〜第20回) - 奥野香耶
  - 2014年9月 (第21回〜第24回) - 高木美佑
  - 2014年10月 (第25回〜第29回) - 田中美海
  - 2014年11月 (第30回〜第33回) - 若井友希
  - 2014年12月 (第34回〜第37回) - 吉岡茉祐
  - 2015年1月 (第38回〜第42回) - 芹澤優
  - 2015年2月 (第43回〜第46回) - 青山吉能
  - 2015年3月 (第47回〜第50回) - 永野愛理
  - 2015年4月 (第51回〜第54回) - 久保田未夢
  - 2015年5月 (第55回〜第59回) - 澁谷梓希
  - 2015年6月 (第60回〜第63回) - 山北早紀
  - 2015年7月 (第64回〜第67回) - 小林竜之
- ゲスト
  - 茜屋日海夏 - 第1回、第19回、第41回、第62回、第66回
  - 田中美海 - 第2回、第10回、第20回、第23回、第42回、第52回
  - 奥野香耶 - 第3回、第26回、第35回、第46回、第56回、第65回
  - 小林竜之 - 第4回、第21回、第25回、第49回、第55回
  - 芹澤優 - 第5回、第9回、第37回
  - 高木美佑 - 第6回、第18回、第30回、第44回、第50回、第57回、第63回
  - 久保田未夢 - 第7回、第11回、第45回
  - 吉岡茉祐 - 第8回、第16回、第22回、第33回、第47回、第61回
  - ayami - 第12回、第15回
  - 山北早紀 - 第13回、第27回、第31回、第36回、第39回、第51回、第58回
  - 山下七海 - 第14回、第24回、第28回、第38回、第53回、第67回
  - 若井友希 - 第17回、第40回、第48回、第54回、第64回
  - 澁谷梓希 - 第29回、第32回、第43回
  - 青山吉能 - 第34回、第59回
  - 永野愛理 - 第60回

### 終了した番組

#### 『どうする? どうなる!? ゆーたくII』
- 2013年1月4日から2014年4月11日まで放送。自主企画ユニット「Teamゆーたく」として活動してきた声優の小野友樹と江口拓也が、『DIVE II entertainment』から「ゆーたくII（ツー）」としてメジャーデビューすることになり、メジャー活動の第1弾となる10分のミニ番組。『Super a-hour』から引き続き放送。
- 放送時間
  - Super a-hour内、毎週金曜日26:22 - 26:32
- パーソナリティ - ゆーたくII（小野友樹・江口拓也）